# توريوني (إيطاليا)
توريوني هي بلدة صغيرة من محافظات مقاطعة أفيلينو، كامبانيا ، في إيطاليا.